# سنگ‌نوشته رخ
سنگ نبشته رخ مربوط به دوره صفوی است و در فرخ شهر، گردنه رخ واقع شده است. این اثر در تاریخ ۸ مرداد ۱۳۸۱ با شمارهٔ ثبت ۵۹۹۶ به‌عنوان یکی از آثار ملی ایران به ثبت رسیده است.